# Pisticci
Pisticci é uma comuna italiana da região da Basilicata, província de Matera, com cerca de 17.820 habitantes. Estende-se por uma área de 231 km², tendo uma densidade populacional de 77 hab/km². Faz fronteira com Bernalda, Craco, Ferrandina, Montalbano Jonico, Montescaglioso, Pomarico, Scanzano Jonico.

## Demografia
| Variação demográfica do município entre 1861 e 2011                               |
|                                                                                   |
| Fonte: Istituto Nazionale di Statistica (ISTAT) - Elaboração gráfica da Wikipedia |